# Lagonosticta rhodopareia
Lagonosticta rhodopareia е вид птица от семейство Estrildidae.

## Разпространение
Видът е разпространен в Ангола, Ботсвана, Етиопия, Замбия, Зимбабве, Камерун, Демократична република Конго, Кения, Малави, Мозамбик, Намибия, Судан, Свазиленд, Танзания, Уганда, Чад, Южна Африка и Южен Судан.